# Edward Drinker Cope
Edward Drinker Cope (Filadelfia, 28 luglio 1840 – Filadelfia, 12 aprile 1897) è stato un paleontologo, erpetologo e ittiologo statunitense.
Sebbene le ricerche scientifiche di Cope lo abbiano quasi mandato in bancarotta, i suoi lavori contribuirono a definire il campo della paleontologia americana. Fu uno scrittore prodigioso con 1.400 articoli pubblicati nel corso della sua vita, anche se i suoi rivali criticarono l'accuratezza delle sue opere, pubblicate frettolosamente. Ha scoperto, descritto e dato il nome a più di 1.000 specie di vertebrati tra cui centinaia di pesci e decine di dinosauri. La sua idea sull'origine dei molari dei mammiferi è significativa tra i suoi contributi teorici. Tuttavia la regola di Cope (l'ipotesi che le dimensioni corporee dei mammiferi crescano gradualmente nel corso del tempo evolutiva), pur prendendo il suo nome, non è "né esplicita né implicita" nel suo lavoro.

## Biografia

### Infanzia e istruzione

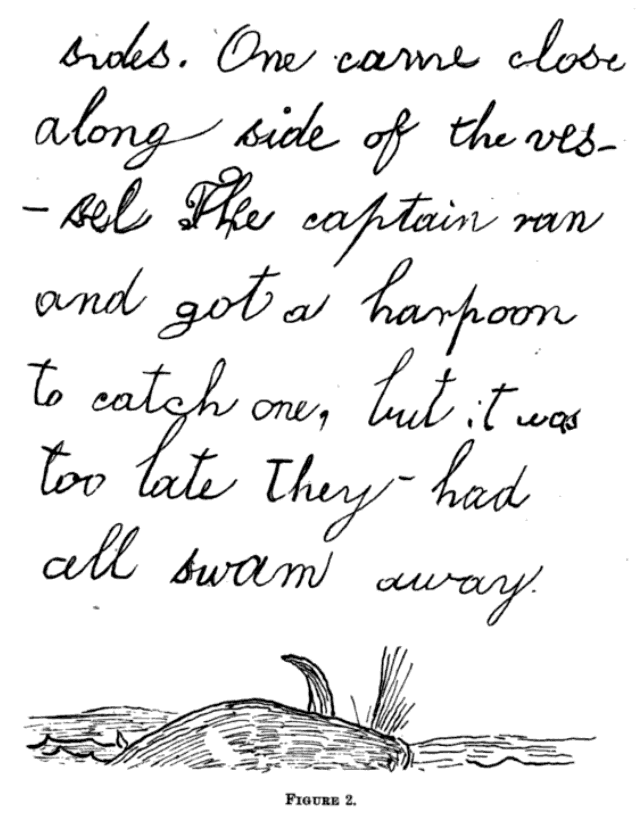
Cope ha fatto un viaggio a Boston una settimana dopo il suo settimo compleanno. Il suo taccuino è ancora esistente, compresa questa pagina, e contiene appunti e disegni dei suoi viaggi.

Edward Drinker Cope nacque il 28 luglio 1840, figlio primogenito di Alfred e Hanna Cope. La morte di sua madre all'età di tre anni non sembra aver avuto molti effetti sul giovane Edward non ricordandosi di lei, come lui afferma nelle sue lettere. La sua matrigna, Rebecca Biddle, ricoprì il ruolo di madre. Alfred, un membro ortodosso del quaccherismo, gestiva una redditizia attività di spedizioni avviata da suo padre, Thomas P. Cope, nel 1821. È stato un filantropo che ha donato ai quaccheri, ai Giardini Zoologici di Filadelfia e all'Istituto per la Gioventù Colorata.
Edward nacque e crebbe in una grande casa di pietra, oggi all'interno dei confini di Filadelfia. Gli 8 acri (3,2 ha) di giardini incontaminati ed esotici della casa offrì un ambiente che Edward poté esplorare. I Cope cominciarono ad insegnare ai loro figli a leggere e scrivere fin da piccoli e portarono Edward in giro per il New England per musei, zoo e giardini. L'interesse di Cope per gli animali divenne evidente in giovane età, così come la sua naturale abilità artistica.
Alfred intese dare a suo figlio la stessa istruzione che egli stesso aveva ricevuto. All'età di nove anni, Edward andò in una scuola diurna a Filadelfia e nel 1853, all'età di 12 anni, Edward fu mandato al collegio quacchero a Westtown, vicino a West Chester, in Pennsylvania. La scuola fu fondata nel 1799 con una raccolta fondi da parte dei membri del quaccherismo e fornì gran parte dell'istruzione alla famiglia Cope. Questa prestigiosa scuola era costosa (500 dollari all'anno) e nel suo primo anno Edward studiò algebra, chimica, scrittura, fisiologia, grammatica, astronomia e latino. Per il resto, gli studi di Edward progredirono in maniera normale: ebbe sempre voti come "tutt'altro che perfetti" o "non del tutto soddisfacenti" a causa della sua condotta e non si impegnò molto nelle sue lezioni di calligrafia, il che da adulto può aver contribuito alla sua scrittura, spesso illeggibile.
Edward ritornò a Westtown nel 1855 accompagnato da due delle sue sorelle. La biologia iniziò ad interessarlo maggiormente quell'anno e nel tempo libero studiò testi di storia naturale. Mentre si trovava a scuola, frequentava spesso l'Accademia di scienze naturali. Dopo essere ritornato a casa per le vacanze estive nel 1854 e 1855, Alfred non rimandò Edward a scuola dopo la primavera del 1856. Al contrario Alfred cercò di rendere suo figlio un agricoltore, che considerava una professione salutare che avrebbe prodotto guadagni sufficienti per trascorrere una vita confortevole e migliorato la salute di Edward, che era malaticcio. Fino al 1863 le lettere di Cope al padre espressero continuamente il suo desiderio di una carriera scientifica più di quella di agricoltore, che egli definisce "terribilmente noiosa".
Edward continuò la sua formazione da solo. Nel 1858 iniziò a lavorare a tempo parziale all'Accademia di scienze naturali, riclassificando e catalogando gli esemplari, e pubblicò la sua prima serie di ricerche nel gennaio 1859. Cope iniziò a frequentare corsi di francese e tedesco con un ex insegnante di Westtown. Anche se suo padre si opponeva alla carriera scientifica del figlio, pagò gli studi privati del figlio. Invece di lavorare nei campi che suo padre comprava per lui, Edward affittò il terreno e ne utilizzò i proventi per sostenere i suoi sforzi scientifici.
Alfred si arrese infine ai desideri di Edward e pagò per le lezioni universitarie. Cope frequentò l'Università della Pennsylvania negli anni accademici 1861-1862, studiando anatomia comparata sotto la guida di Joseph Leidy, uno dei più influenti anatomisti e paleontologi dell'epoca. Cope chiese a suo padre di pagare un insegnante sia per il tedesco che per il francese, "non tanto per loro stessi", scrisse Edward, "ma per il loro valore nel farmi leggere i loro libri di carattere letterario o scientifico".
Durante questo periodo, svolse un lavoro di ricatalogazione della collezione erpetologica presso l'Accademia di Scienze Naturali, di cui divenne membro su sollecito di Leidy. Il lavoro di Cope durò due anni e visitò il Smithsonian Institution, dove conobbe Spencer Baird, esperto in ornitologia e ittiologia. Nel 1861 pubblicò il suo primo articolo sulla classificazione delle Salamandridae; nei cinque anni successivi pubblicò principalmente su rettili e anfibi. L'appartenenza di Cope all'Accademia di scienze naturali e all'American Philosophical Society gli diede la possibilità di pubblicare e divulgare il suo lavoro; molte delle sue prime opere paleontologiche furono pubblicate dalla Philosophical Society.

### Viaggi in Europa
Nel 1863-1864, durante la guerra di secessione americana, Cope viaggiò per l'Europa, approfittando dell'occasione per visitare i più apprezzati musei e società dell'epoca. Il biografo e paleontologo Henry Fairfield Osborn attribuì l'improvvisa partenza di Edward verso l'Europa come un metodo per evitare che venisse arruolato durante la guerra civile. Cope scrisse a suo padre da Londra l'11 febbraio 1864: "Tornerò a casa in tempo. Non me ne pentirò, perché conosco alcune persone che sarebbero così meschine da dire che sono andato in Europa per evitare la guerra". Alla fine, Cope adottò un approccio pragmatico e aspettò la fine del conflitto. Edward proseguì il suo viaggio in Europa e incontrò alcuni dei più stimati scienziati del mondo durante i suoi viaggi in Francia, Germania, Gran Bretagna, Irlanda, Austria, Italia ed Europa dell'Est, probabilmente con lettere introduttive di Leidy e Spencer Baird.
Nell'inverno del 1863 Edward incontrò Othniel Charles Marsh a Berlino. Marsh, trentaduenne, frequentava l'Università di Berlino. Aveva due lauree universitarie in confronto alla mancanza di istruzione scolastica di Edward dopo i 16 anni ma Edward aveva scritto 37 articoli scientifici in confronto ai due soli lavori pubblicati da Marsh. Anche se in seguito sarebbero diventati rivali, all'incontro i due uomini sembravano piacersi a vicenda. Marsh condusse Edward in un tour della città e rimasero insieme per giorni. Dopo che Edward lasciò Berlino, i due intrattennero una corrispondenza, scambiandosi manoscritti, fossili e fotografie. Edward bruciò molti dei suoi diari e lettere dall'Europa al suo ritorno negli Stati Uniti. Gli amici intervennero e impedirono a Cope di distruggere alcuni dei suoi disegni e appunti, in quello che Url Lanham considerava un "suicidio parziale".

### Famiglia e carriera iniziale
Quando Cope ritornò a Filadelfia nel 1864 la sua famiglia si adoperò per assicurargli un posto come professore di zoologia all'Haverford College, una piccola scuola quacchera in cui la famiglia aveva legami filantropici. Il college gli conferì una laurea ad honorem per consentirgli di ricoprire la carica. Cope iniziò anche a pensare al matrimonio e consultò suo padre in materia. Cope pensava ad Annie Pim, membro della Società degli Amici. La famiglia di Cope ha approvato la sua scelta e il matrimonio ha avuto luogo nel luglio 1865. I due hanno avuto una sola figlia, Julia Biddle Cope, nata il 10 giugno 1866. Il ritorno di Cope negli Stati Uniti segnò anche un'espansione dei suoi studi scientifici; nel 1864, egli descrisse diversi pesci, una balena e l'anfibio Amphibamus grandiceps (il suo primo contributo paleontologico).
Durante il periodo tra il 1866 e il 1867, Cope viaggiò nelle parti occidentali del paese. Egli raccontò a suo padre le sue esperienze scientifiche e inviò a sua figlia descrizioni della vita animale come parte della sua istruzione. Si dimise dal suo ruolo a Haverford e trasferì la sua famiglia a Haddonfield, anche per essere più vicino ai letti fossili del New Jersey occidentale. Cope aveva bisogno di più soldi per alimentare le sue abitudini scientifiche e nel 1869 vendette l'azienda agricola. Edward si concentrò sulla sua carriera scientifica. Ha continuato i suoi viaggi continentali, inclusi i viaggi in Virginia, Tennessee e Nord Carolina. Visitò le grotte in tutta la regione. Interruppe queste esplorazioni speleologiche dopo un viaggio nelle grotte Wyandotte in Indiana nel 1871 ma rimase interessato alla materia. Cope visitò più volte Haddonfield negli anni sessanta del XIX secolo, effettuando visite periodiche alle cave di marna. I fossili che ha trovato in queste cave sono stati al centro di diversi articoli, tra cui una descrizione nel 1868 del elasmosauro e del driptosauro. Marsh lo accompagnò in una di queste escursioni. La vicinanza di Cope ai letti dopo il trasferimento a Haddonfield rese possibili viaggi più frequenti. L'unica preoccupazione di Cope era quella di spendere maggiormente per il suo lavoro scientifico.
Gli anni settanta del XIX secolo furono gli anni d'oro per la carriera di Cope, caratterizzati dalle sue scoperte più importanti e dal veloce flusso di pubblicazioni. Tra le sue descrizioni figurano il Lystrosaurus  (1870), il Champsosaurus (1876) e Amphicoelias (1878), forse il più grande dinosauro mai scoperto. Nel periodo di un anno, dal 1879 al 1880, Cope pubblicò 76 articoli basati sui suoi viaggi attraverso il Nuovo Messico e il Colorado e sui risultati dei suoi collezionisti in Texas, Kansas, Oregon, Colorado, Wyoming e Utah. Negli anni di maggiore attività, Cope pubblicò circa 25 relazioni e osservazioni preliminari ogni anno. Le veloci pubblicazioni portarono a errori di interpretazione e di denominazione, molti dei suoi nomi scientifici furono successivamente cancellati o ritirati. In confronto, Marsh scrisse e pubblicò meno frequentemente e più succintamente. La sua presenza nel diffuso American Journal of Science portò ad una più rapida diffusione all'estero e successivamente la reputazione di Marsh crebbe più rapidamente di quella di Cope.
Nell'autunno del 1871, Cope iniziò la sua attività di ricerca più a ovest fino ai campi fossili del Kansas. Leidy e Marsh erano stati nella regione in precedenza, e Cope ha assunto una delle guide di Marsh, Benjamin Mudge, che era disoccupato. Cope continuò a guidare il gruppo dall'alba al tramonto, inviando lettere alla moglie e a sua figlia per descrivere i suoi ritrovamenti. Le gravi condizioni climatiche del deserto e l'abitudine di Cope di lavorare eccessivamente lo colpirono e, nel 1872, crollò a causa dell'esaurimento. Cope mantenne uno schema regolare di estati trascorse a cercare reperti e inverni a scrivere le sue scoperte dal 1871 al 1879.
Nel corso del decennio Cope viaggiò nella parte occidentale degli Stati Uniti, esplorando le rocce del Eocene nel 1872 e i letti dei brontoteri in Colorado nel 1873. Nel 1874 Cope fu impiegato con l'indagine Wheeler, un gruppo di indagini condotte da George Montague Wheeler che mappò parti degli Stati Uniti ad ovest del 100º meridiano. L'indagine viaggiò attraverso il Nuovo Messico, le cui formazioni di Puerco offrirono "la scoperta più importante in geologia che io abbia mai fatto". I bluff del New Mexico contenevano milioni di anni di formazione e deformazioni successive ed erano in un'area che non era stata visitata da Leidy o Marsh. La partecipazione all'indagine ebbe altri vantaggi: Cope poté coprire i costi di pubblicazione. Pur non ricevendo uno stipendio, i suoi risultati sarebbero stati pubblicati nelle relazioni annuali che le indagini pubblicavano. Cope portò Annie e Julia in una di queste indagini e affittò loro una casa a Fort Bridger ma spendeva più di quanto avrebbe voluto per questi viaggi d'indagine.

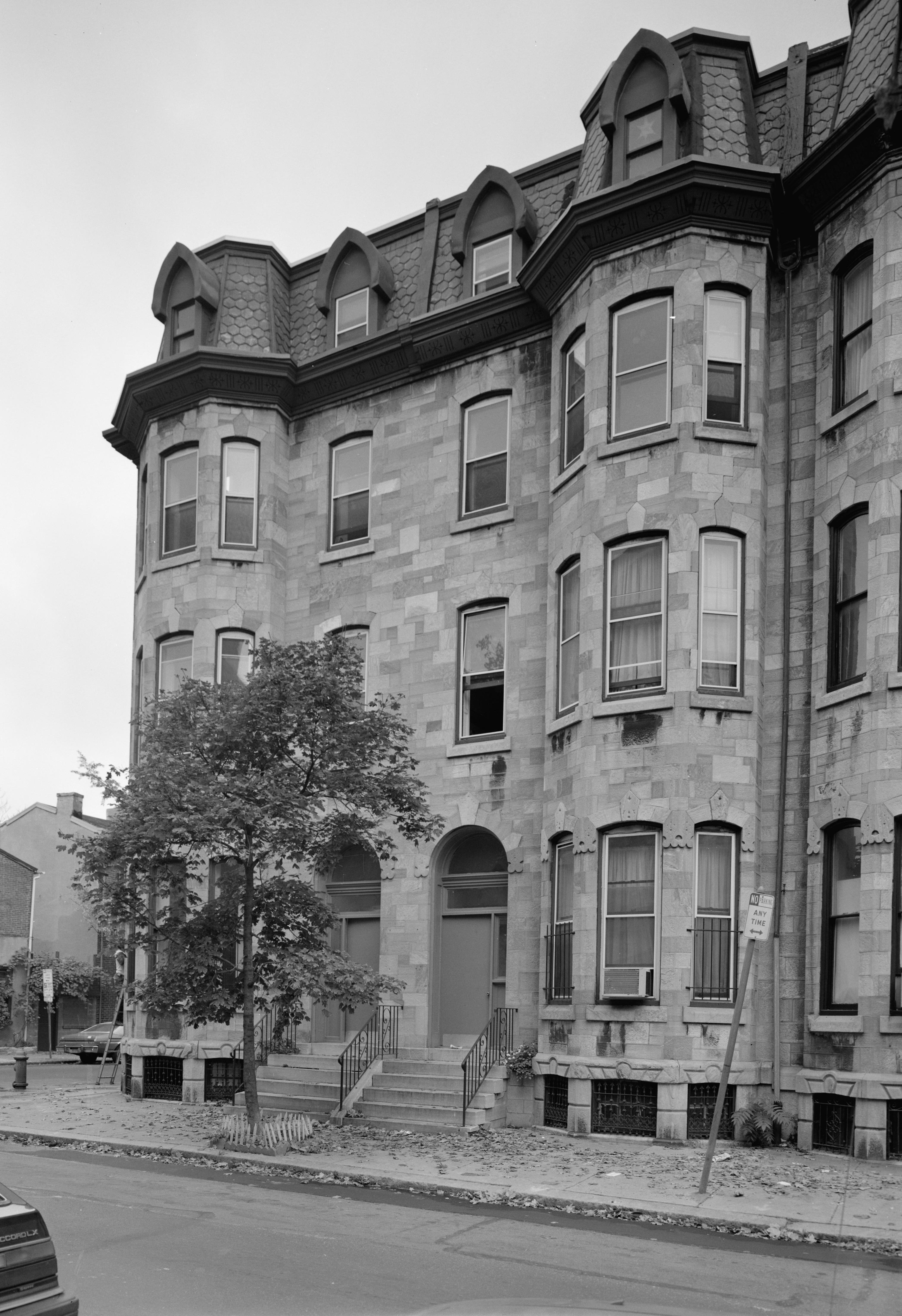
Residenza di Cope in Pine Street

Suo padre morì il 4 dicembre 1875 e lasciò a Edward un'eredità di quasi un quarto di milione di dollari. La morte di Alfred fu un colpo per Cope. Lo stesso anno sancì la sospensione di gran parte del lavoro sul campo di Cope e una nuova priorità alla pubblicazione delle scoperte degli anni precedenti. La sua pubblicazione principale dell'epoca, The Vertebrata of the Cretaceous Formations of the West, è una raccolta di 303 pagine e 54 tavole illustrative. Le memorie riassumevano le sue esperienze di ricerca nel New Jersey e nel Kansas. Cope ebbe quindi le risorse finanziarie per assumere più squadre per la ricerca di fossili per tutto l'anno e consigliò l'Esposizione centennale di Filadelfia  sulle loro esposizioni di fossili. Gli studi di Cope sui rettili marini del Kansas si conclusero nel 1876, iniziando così un nuovo interesse per i rettili terrestri. Nello stesso anno, Cope si trasferisce da Haddonfield a Pine Street 2100-2102 a Filadelfia. Trasformò una delle due case in un museo dove conservò la sua crescente collezione di fossili. Le spedizioni di Cope lo portarono in Kansas, Colorado, Nuovo Messico, Wyoming e Montana. Il suo primo viaggio nei letti di Clarendon del Miocene superiore e del Pliocene inferiore nel Texas determinò la sua affiliazione al Geological Survey of Texas. I lavori di Cope sulla regione costituiscono alcuni dei suoi contributi paleontologici più importanti. Nel 1877 acquistò la metà dell'American Naturalist per pubblicare le pubblicazioni da lui prodotte ad un ritmo così alto che Marsh ne mise in dubbio la datazione.
Cope tornò in Europa nell'agosto del 1878 a seguito di un invito a partecipare all'incontro di Dublino della Associazione britannica per l'avanzamento della scienza. Fu accolto calorosamente in Inghilterra e in Francia e incontrò gli illustri paleontologi e archeologi dell'epoca. I tentativi di Marsh di macchiare la reputazione di Cope ebbero scarso impatto su chiunque, a parte il paleontologo Thomas Henry Huxley che, secondo Osborn, "da solo trattava [Cope] con freddezza". Dopo l'incontro di Dublino Cope trascorse due giorni con l'Associazione francese per l'avanzamento della scienza. Ad ogni incontro Cope esponeva restauri di dinosauri del collega di Filadelfia John A. Ryder e varie carte e lastre da indagini geologiche del 1870 condotte da Ferdinand Vandeveer Hayden. Tornò a Londra il 12 ottobre, incontrando l'anatomista Richard Owen, l'ittiologo Albert Günther, e il paleontologo Harry Seeley. Mentre era in Europa, Cope acquistò una grande collezione di fossili dall'Argentina. Cope non trovò mai il tempo di descrivere la collezione e molte delle scatole rimasero chiuse fino alla sua morte.

### Guerra delle ossa

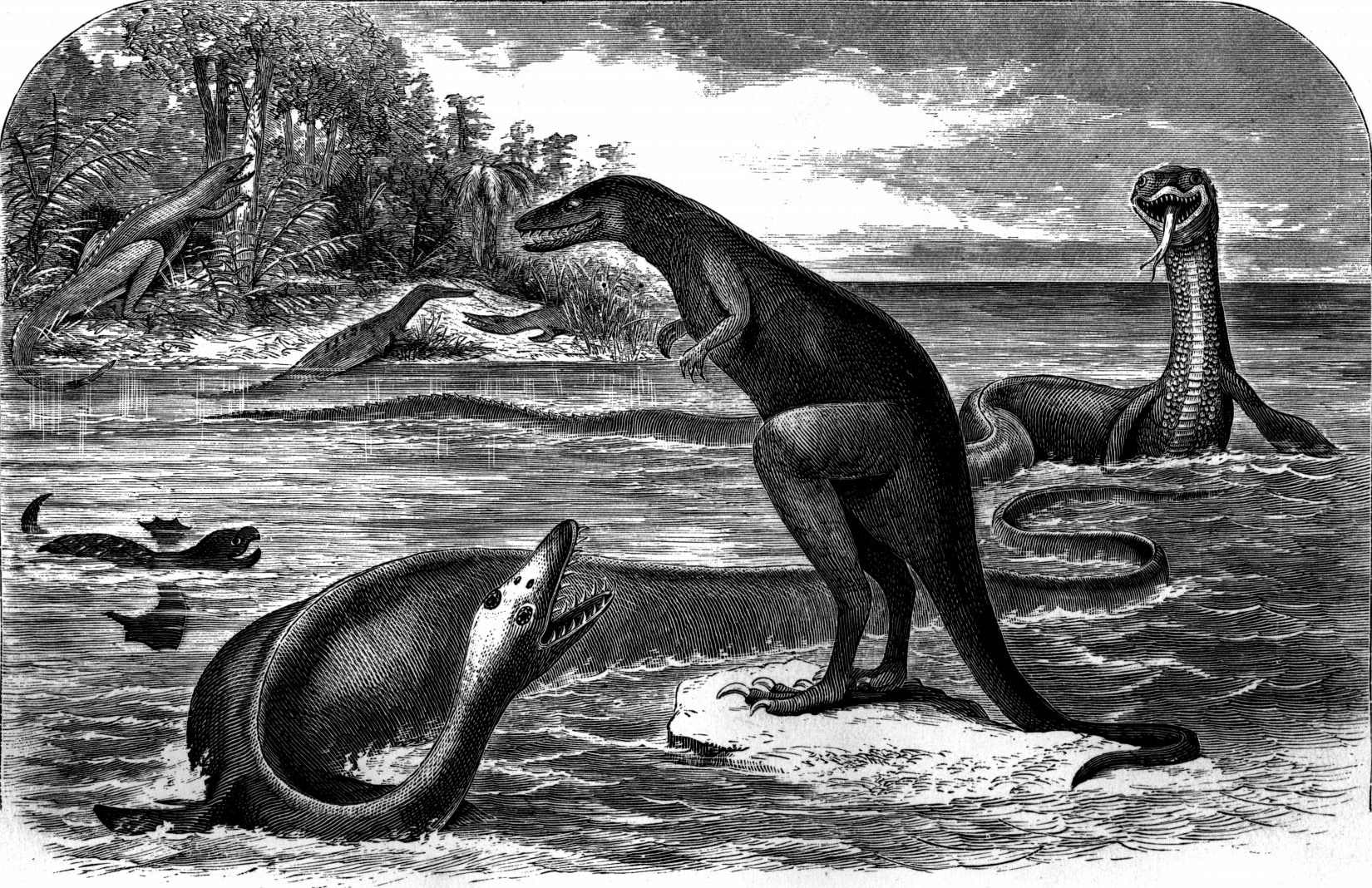
Tavola illustrativa della descrizione di Cope del 1870 di diversi rettili, tra cui un Elasmosaurus (in primo piano) ricostruito in modo improprio.

I rapporti tra Cope e Marsh divennero una competizione per la ricerca di fossili, oggi conosciute come le guerra delle ossa. Il conflitto iniziò con il ritorno dei due negli Stati Uniti nel 1860, anche se Cope chiamò il Colosteus marshii in onore di Marsh nel 1867 e Marsh restituì il favore, nominando il Mosasaurus copeanus in onore di Cope nel 1869. Cope presentò il suo collega al proprietario della cava di marna Albert Vorhees quando i due visitarono il sito. Marsh di nascosto stipulò un accordo privato con Vorhees affinché tutti i fossili trovati dagli uomini di Vorhees furono rispediti a Marsh a New Haven. Quando Marsh si trovò a Haddonfield per esaminare uno dei reperti fossili di Cope (uno scheletro completo di un grande plesiosauro acquatico, l'Elasmosaurus, che aveva quattro pinne e un lungo collo) osservò che la testa del fossile era all'estremità della coda, sostenendo chiaramente che Cope aveva messo il cranio all'estremità delle vertebre della coda. Cope si offese e i due discussero per un po' finché non decisero di far esaminare le ossa a Leidy per determinare chi avesse ragione. Leidy giunse, prese la testa del fossile e la mise dall'altra parte. Cope rimase inorridito poiché aveva già pubblicato un articolo sul fossile contenente l'errore. Cercò immediatamente di riacquistare le copie, ma alcune furono trattenute dai loro proprietari (Marsh e Leidy conservarono le loro). L'intera vicenda sarebbe potuta essere superata abbastanza facilmente se Leidy non avesse esposto la storia alla successiva riunione della società, non per allontanare Cope, ma solo in risposta alla breve dichiarazione di Cope, nella quale non ammise di aver sbagliato. Cope e Marsh non si sarebbero più parlati in maniera amichevole e dal 1873 tra loro scoppiò un'aperta ostilità.
La rivalità tra i due aumentò verso la seconda metà degli anni settanta del XIX secolo. Nel 1877 Marsh ricevette una lettera da Arthur Lakes, insegnante a Golden in Colorado. Lakes si trovava in montagna vicino alla città di Morrison con il suo amico, H.C. Beckwith, alla ricerca di foglie fossilizzate nell'arenaria del Dakota. Invece la coppia trovò grandi ossa incassate nella roccia. Lakes scrisse che le ossa erano "apparentemente una vertebra e un omero di qualche gigantesco dinosauro". Sebbene Lakes inviò a Marsh circa 1.500 libbre di ossa, inviò anche a Cope alcuni degli esemplari. Marsh pubblicò per primo le scoperte e, essendo stato pagato 100 dollari per le scoperte, Lakes scrisse a Cope che gli esemplari dovevano essere spediti a Marsh. Cope si offese. Nel frattempo Cope ricevette delle ossa dal sovrintendente scolastico O.W. Lucas nel marzo 1877 da Cañon City; i resti erano di un dinosauro ancora più grande di quello che Marsh aveva descritto.
Quando Marsh sentì dagli operai della Union Pacific Railroad W.E. Carlin e W.H. Reed di un vasto cimitero a nord-ovest di Laramie, a Como Bluff, Marsh mandò il suo agente, Samuel Wendell Williston, a occuparsi dello scavo. Cope, di risposta, venne a conoscenza delle scoperte di Carlin e Reed e mandò i suoi uomini a trovare le ossa nella zona. I due scienziati tentarono di sabotare i reciproci progressi. Cope era descritto come un genio e quello che a Marsh mancava di intelligenza, l'ha facilmente recuperato nelle relazioni (lo zio di Marsh era George Peabody, un ricco banchiere che sosteneva Marsh con i soldi e un posto sicuro al Peabody Museum. Marsh fece pressione su John Wesley Powell affinché agisse contro Cope e cercò di persuadere Hayden a "mettere a tacere" le pubblicazioni di Cope).  Entrambi gli uomini cercarono di spiare la situazione dell'altro e tentarono di offrire ai loro collezionisti più soldi nella speranza di reclutarli dalla propria parte. Cope fu in grado di reclutare David Baldwin in Nuovo Messico e Frank Williston in Wyoming da Marsh. Cope e Marsh furono estremamente segreti sulla fonte dei loro fossili. Quando Henry Fairfield Osborn, all'epoca studente a Princeton, visitò Cope per chiedergli dove andare a cercare fossili a ovest, Cope si rifiutò gentilmente di rispondere.
Quando Cope tornò negli Stati Uniti dopo il suo viaggio in Europa nel 1878, aveva quasi due anni di reperti fossili provenienti da Lucas. Tra questi dinosauri c'era il Camarasaurus, una delle più riconoscibili ricostruzioni di dinosauri dell'epoca. Nell'estate del 1879 Cope si recò a Salt Lake City, San Francisco e a nord dell'Oregon, dove rimase stupito dalla ricca flora. Nel 1879 il Congresso degli Stati Uniti riunì i vari gruppi di indagine governativa nell'United States Geological Survey con Clarence King come leader. Questo scoraggiò Cope perché King chiamò Marsh, un vecchio amico di college, come capo paleontologo. Il periodo degli scavi paleontologici di Cope e di Marsh nell'Ovest americano si estese dal 1877 al 1892, quando entrambi gli uomini esaurirono gran parte delle loro risorse finanziarie.

### Anni successivi

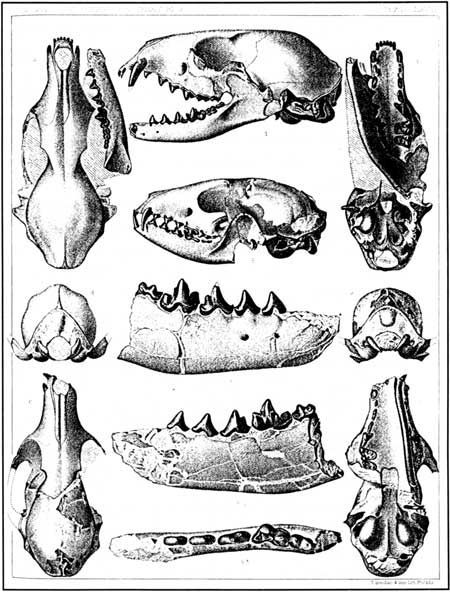
Tavola illustrativa tratta dal The Vertebrata of the Tertiary Formations of the Far West di Cope, con i teschi di Canidae dell'Oregon.

Gli anni ottanta del XIX secolo si rivelarono disastrosi per Cope. La stretta collaborazione di Marsh con il Geological Survey gli diede le risorse per assumere 54 collaboratori nel corso di dieci anni. La sua posizione di insegnante a Yale significò l'accesso garantito all'American Journal of Science ai fini della pubblicazione. Cope aveva interessi nel Naturalist, ma questo gli prosciugò i fondi. Dopo che Hayden è stato rimosso dall'indagine, Cope perse la sua fonte di finanziamento del governo. La sua fortuna non era sufficiente a sostenere la sua rivalità, così Cope investì nel settore minerario. La maggior parte delle sue proprietà erano miniere d'argento nel Nuovo Messico; una miniera ha prodotto una vena minerale del valore di 3 milioni di dollari in cloruro d'argento. Cope visitò le miniere ogni estate dal 1881 al 1885, approfittando dell'occasione per supervisionare o raccogliere altri minerali. Per un po' di tempo guadagnò bene, ma le miniere cessarono di produrre e nel 1886 dovette rinunciare alle sue ormai inutili riserve. Lo stesso anno ricevette un posto di insegnante presso l'Università della Pennsylvania. Continuò a viaggiare verso ovest ma si rese conto che non sarebbe stato in grado di trovare di meglio rispetto a Marsh nel mercato delle ossa; dovette liberare i collezionisti che aveva assunto e vendere le sue collezioni. Durante questo periodo, pubblicò dalle 40 alle 75 pubblicazioni all'anno. Con il fallimento delle sue miniere, Cope iniziò a cercare lavoro, ma venne rifiutato dallo Smithsonian Institution e dall'American Museum of Natural History. Si dedicò a dare lezioni a contratto e a scrivere articoli su riviste. Ogni anno, faceva pressione sul Congresso per ottenere un finanziamento per completare il suo lavoro sulla Bibbia di Cope, un volume sui vertebrati terziari, ma è stato continuamente rifiutato. Piuttosto che lavorare con Powell e l'indagine, Cope cercò di suscitare sentimenti contro di loro.
Su richiesta di Marsh, Powell invitò Cope a restituire gli esemplari che aveva rinvenuto durante il suo impiego nell'ambito delle indagini governative. Questo fu un oltraggio per Cope, che aveva usato i propri soldi mentre lavorava come volontario. Come risposta, Cope andò dal direttore del New York Herald e gli promise un titolo scandaloso. Dal 1885 Cope aveva tenuto un ricco resoconto di errori e scorrettezze che sia Marsh che Powell avevano commesso nel corso degli anni. Cope cercò gli assistenti di Marsh che si lamentarono di essere cronicamente sottopagati. Il giornalista William Hosea Ballou pubblicò il primo articolo il 12 gennaio 1890, in quella che sarebbe diventata una serie di dibattiti tra Marsh, Powell e Cope. Cope attaccò Marsh per plagio e cattiva gestione finanziaria, e Powell per i suoi errori di classificazione geologica e la cattiva spesa dei fondi stanziati dal governo. Marsh e Powell pubblicarono la propria versione della storia e, alla fine, non cambiò molto. Non venne creata nessuna seduta del Congresso per indagare sulla presunta errata assegnazione dei fondi da parte di Powell e Cope e Marsh non furono ritenuti responsabili di eventuali errori. Indirettamente, tuttavia, gli attacchi potrebbero aver influenzato la perdita di potere di Marsh nell'indagine. A causa delle pressioni di Powell sulla cattiva stampa, Marsh venne rimosso dalla sua posizione per le indagini governative. I rapporti di Cope con il presidente dell'Università della Pennsylvania si sono inaspriti e l'intero finanziamento per la paleontologia nelle indagini governative è stato eliminato.
Scrivendo ad Osborn degli articoli, rise del risultato, dicendo: "Penso che Marsh sia impalato sulle corna di Monoclonius sphenocerus". Cope era ben consapevole dei suoi nemici ed era abbastanza spensierato da chiamare una specie come una combinazione di "Cope" e "hater", Anisonchus cophater. Durante i suoi anni di difficoltà finanziarie, riuscì a continuare a produrre articoli: i suoi anni più produttivi furono il 1884 e il 1885, con rispettivamente 79 e 62 articoli pubblicati,. Gli anni 1880 segnarono la pubblicazione di due dei più noti taxa fossili descritti da Cope: il pelicosauro Edaphosaurus nel 1882 e il primo dinosauro Coelophysis nel 1889. Nel 1889 successe a Leidy, morto l'anno precedente, come professore di zoologia all'Università della Pennsylvania. Il piccolo stipendio annuale era sufficiente per permettere alla famiglia di Cope di tornare in una delle case a schiera che egli fu costretto ad abbandonare in precedenza.
Nel 1892, Cope (allora cinquantaduenne) ricevette dal Texas Geological Survey una sovvenzione per i lavori sul campo. Con le sue migliori finanze fu in grado di pubblicare un'opera massiccia sui Batrachians of North America, che era la più dettagliata analisi e organizzazione delle rane e degli anfibi del continente, e 1.115 pagine sui The Crocodilians Lizards and Snakes of North America. Negli anni Novanta del XIX secolo, il suo tasso di pubblicazione aumentò a una media di 43 articoli all'anno. Lo stesso anno la figlia Julia si sposò con William H. Collins, un professore di astronomia di Haverford. Dopo la luna di miele europea, la coppia tornò a Haverford. Mentre Annie si trasferì a Haverford Cope non lo fece. La sua ragione ufficiale era il lungo tragitto e le tardive conferenze che teneva a Filadelfia. Nella corrispondenza privata, tuttavia, Osborn scrisse che i due si erano essenzialmente separati, sebbene rimanessero in rapporti amichevoli.
Cope vendette le sue collezioni all'American Museum of Natural History nel 1895; il suo set di 10.000 mammiferi fossili americani fu venduto per 32.000 dollari, un prezzo inferiore al prezzo richiesto da Cope di 50.000 dollari. L'acquisto fu finanziato dalle donazioni dell'alta società di New York. Cope vendette altre tre collezioni per 29.000 dollari. Anche se la sua collezione conteneva più di 13.000 esemplari, il patrimonio di fossili di Cope era comunque molto più piccolo della collezione di Marsh, valutata oltre un milione di dollari. Una parte della collezione di artefatti etnologici di Cope fu acquistata dall'Università della Pennsylvania per 5.500 dollari. L'Accademia di Scienze Naturali, il principale museo di Filadelfia, non fece offerte per nessuna delle vendite di Cope a causa del pessimo rapporto tra Cope e i leader del museo; di conseguenza, molti dei principali reperti di Cope lasciarono la città. Il ricavato delle vendite di Cope gli permise di riassumere Sternberg alla ricerca di fossili per suo conto.

### Morte

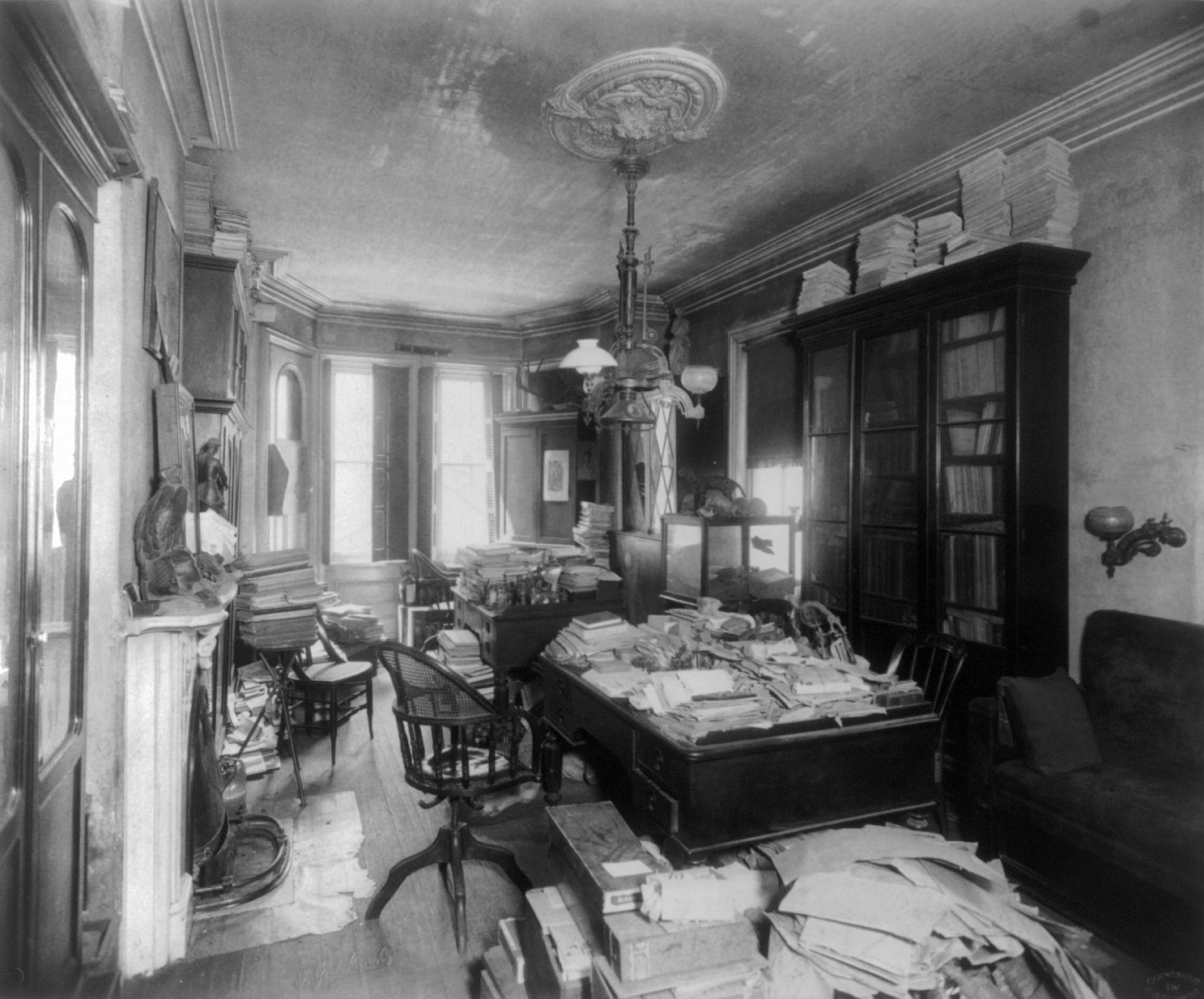
Il disordinato studio di Cope del 1897: La casa di Pine Street era piena di documenti di Cope, ossa, animali impagliati e montati ed esemplari conservati in alcool che coprivano le sue scrivanie e una mensola improvvisata nel suo bagno.

Nel 1896 Cope iniziò a soffrire di una malattia gastrointestinale che, secondo lui era cistite. Sua moglie si prese cura di lui a Filadelfia quando era in grado di farlo; in altre occasioni, la segretaria dell'università di Cope, Anna Brown, si prendeva cura di lui. Cope a quel tempo viveva nel suo museo di Pine Street e riposava su una branda circondata dai suoi reperti fossili. Cope si prescriveva spesso farmaci, tra cui grandi quantità di morfina, belladonna, e formalina, una sostanza a base di formaldeide usata per conservare gli esemplari. Osborn rimase inorridito dalle azioni di Cope e prese accordi per un intervento chirurgico, ma il progetto fu sospeso dopo un temporaneo miglioramento della salute di Cope. Cope andò in Virginia alla ricerca di fossili, si ammalò di nuovo e tornò a casa molto debole. Osborn visitò Cope il 5 aprile, informandosi sulla sua salute, ma il paleontologo malato insistette con il suo amico per le sue opinioni sull'origine dei mammiferi. La notizia della malattia di Cope si diffuse e fu visitato da amici e colleghi; anche in condizioni febbrili Cope tenne conferenze dal suo letto. Cope morì il 12 aprile 1897, a 16 settimane dal suo 57º compleanno.
Il funerale quacchero di Cope comprendeva sei uomini: Osborn, il collega William Berryman Scott, l'amico di Cope Persifor Frazer, il genero Collins, Horatio Wood e Harrison Allen. I sei sedevano intorno alla bara di Cope tra i fossili e gli animali domestici di Cope, una tartaruga e un mostro di Gila. Osborn fu allontanato da Collins e condotto alla lettura della volontà di Cope (Osborn e il cognato di Cope John Garrett furono nominati esecutori). Cope diede alla sua famiglia una selezione dei suoi libri mentre il resto fu venduto o donato all'Università della Pennsylvania. Dopo che i debiti furono saldati, Cope lasciò piccoli lasciti ad amici e familiari: Anna Brown e Julia ricevettero 5000 dollari ciascuno mentre il resto andò ad Annie. Il patrimonio di Cope fu valutato 75.327 dollari, senza contare gli ulteriori introiti derivanti dalle vendite di fossili all'American Museum of Natural History, per un totale di 84.600 dollari.
Cope insistette per sua volontà che non si tenesse alcuna sepoltura chiedendo invece che il suo corpo fosse donato alla scienza. Alla sua morte lanciò un'ultima sfida a Marsh: fece donare il cranio alla scienza in modo che il suo cervello potesse essere misurato, sperando che il suo cervello fosse più grande di quello del suo avversario; all'epoca, si pensava che la dimensione del cervello fosse la vera misura dell'intelligenza. Marsh non accettò mai la sfida e il cranio di Cope è ancora conservato all'Università della Pennsylvania. Le sue ceneri sono state poste all'istituto con quelle di Leidy mentre le sue ossa sono state prelevate e custodite in un cassetto chiuso a chiave per essere studiate dagli studenti di anatomia.
Osborn indicò la causa di morte di Cope come avvelenamento uremico associato ad una grande prostata ma la vera causa di morte è sconosciuta. Molti credevano che Cope fosse morto di sifilide contratta dalle donne con cui aveva fraternizzato durante i suoi viaggi. Nel 1995 Davidson ottenne il permesso di far esaminare lo scheletro da un medico dell'università. Il dottor Morrie Kricun, professore di radiologia, ha concluso che non sono state trovate tracce di sifilide ossea sullo scheletro di Cope. Le notizie pubbliche sulla morte di Cope sono state relativamente modeste. Naturalist pubblico quattro fotografie, un necrologio di sei pagine del redattore J. S. Kingsley e un ricordo di due pagine di Frazer. La memoria ufficiale dell'Accademia Nazionale delle Scienze è stata presentata anni dopo e scritta da Osborn. L'American Journal of Science dedicò sei paragrafi alla scomparsa di Cope e gli diede erroneamente l'età di 46 anni.

## Evoluzione
Da giovane Cope lesse il Viaggio di un naturalista intorno al mondo di Charles Darwin ma non ebbe molto effetto su di lui. L'unico commento sul libro scritto da Cope è che Darwin discuteva di "troppa geologia" nel racconto del suo viaggio. A causa della sua formazione tassonomica e paleontologica, Cope si concentrò sull'evoluzione in termini di cambiamento di struttura piuttosto che sottolineare la geografia e la variazione all'interno delle popolazioni come aveva fatto Darwin. Nel corso della sua vita, il punto di vista di Cope sull'evoluzione cambiò.
La sua tesi originale, descritta nell'articolo "On the Origin of Genera" (1868), sosteneva che mentre la selezione naturale di Darwin può influenzare la conservazione delle caratteristiche superficiali degli organismi, la selezione naturale da sola non poteva spiegare la formazione dei generi. Il meccanismo suggerito da Cope per questa azione era un "costante e progressivo sviluppo dell'organizzazione" attraverso quello che Cope chiamava "un continuo afflusso a ritroso dei successivi passi successivi dello sviluppo individuale". Secondo Cope, durante lo sviluppo embriologico, un organismo potrebbe completare la sua crescita con un nuovo stadio di sviluppo al di là dei suoi genitori, portandolo ad un livello di organizzazione superiore. Più tardi gli individui avrebbero ereditato questo nuovo livello di sviluppo. L'evoluzione è stata quindi un continuo avanzamento dell'organizzazione, a volte lentamente e altre volte improvvisamente; questa visione è conosciuta come la legge dell'accelerazione.
Le credenze di Cope si sono poi evolute in un'unica visione, con una maggiore enfasi sull'evoluzione continua e utilitaristica e con un minore coinvolgimento di un Creatore. Divenne uno dei fondatori della scuola di pensiero del neolamarckismo, che sosteneva che un individuo può trasmettere ai figli i tratti acquisiti nella sua vita. Anche se la visione è stata mostrata errata, è stata la teoria prevalente tra i paleontologi ai tempi di Cope. Nel 1887, Cope pubblicò la sua "Origin of the Fittest: Essays in Evolution", che illustra in dettaglio il suo punto di vista sull'argomento. È stato un forte sostenitore della legge dell'uso e del disuso, la quale diceva che un individuo lentamente favorirà una parte anatomica del suo corpo a tal punto che diventerà sempre più forte e più grande man mano col progredire del tempo nel corso delle generazioni. La giraffa, ad esempio, ha allungato il collo per raggiungere alberi più alti e ha trasmesso questa caratteristica acquisita alla sua prole in una fase di sviluppo che si aggiunge alla gestazione nel grembo materno.
La Theology of Evolution (1887) di Cope sosteneva che la coscienza deriva dalla mente dell'universo e governa l'evoluzione indirizzando gli animali verso nuovi obiettivi. Secondo Sideris (2003), "sosteneva che gli organismi rispondono ai cambiamenti del loro ambiente con un esercizio di scelta. La coscienza stessa, egli sosteneva, era la forza principale dell'evoluzione. Cope attribuì a Dio l'aver costruito nell'evoluzione una forza vitale che spingeva gli organismi verso livelli di coscienza ancora più elevati".

## Personalità ed eredità

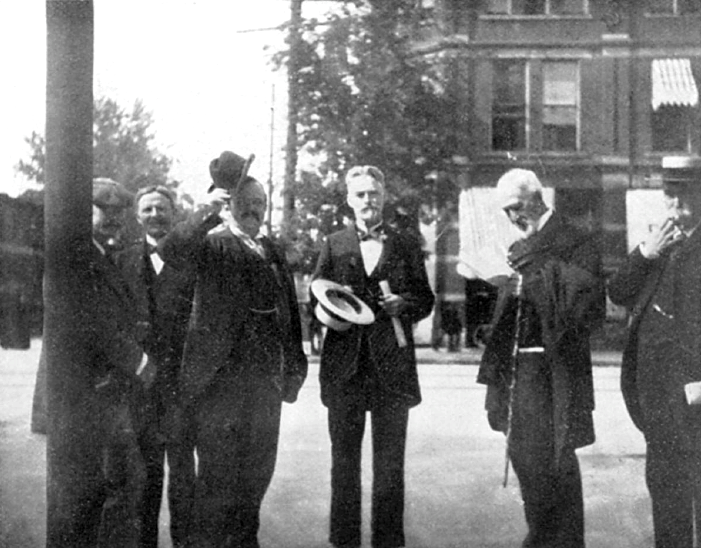
Una delle ultime fotografie scattate di Cope (terzo da destra), durante la sua partecipazione all'incontro del 1896 dell'American Association for the Advancement of Science a Buffalo.

Julia collaborò con Osborn nella scrittura della biografia di suo padre, intitolata Cope: Master Naturalist. Si ritiene che Julia abbia bruciato tutte le lettere e i taccuini scandalosi che Cope aveva conservato, ma molti dei suoi amici sono stati in grado di ricordare la natura scandalosa di alcune delle abitudini inedite di Cope. Poiché Julia era il principale finanziere dietro The Master Naturalist, volle mantenere il nome del padre in perfetta reputazione e si rifiutò di pronunciarsi su eventuali misfatti che suo padre avrebbe potuto commettere.
Cope è stato descritto dallo zoologo Henry Weed Fowler come "un uomo di media altezza e corporatura ma sempre impressionante con la sua grande energia e attività". Di lui Fowler scrisse: "Cope era al tempo stesso geniale e sempre interessante, facilmente accessibile e sia gentile e disponibile". La disponibilità di Cope durante le visite all'Accademia di Scienze Naturali per confrontare gli esemplari fu poi ricordata dal suo collega Witmer Stone: "L'ho visto spesso impegnato attivamente in tali confronti, mentre fischiava interi brani della grande opera, oppure mentre contava le squame sul dorso di una lucertola, mentre conversava in modo divertente con qualche piccolo monello di strada che era andato alla deriva nel museo e guardava in soggezione con gli occhi e la bocca spalancata". La sua personalità di autodidatta, tuttavia, lo rendeva in gran parte ostile alla burocrazia e alla politica. Aveva un temperamento famoso; un amico chiamava Cope "paleontologo militante". Nonostante i suoi difetti, era generalmente ben voluto dai suoi contemporanei. Il paleontologo americano Alfred Sherwood Romer scrisse che "i piccoli errori di virtù di Cope erano quelli che potevamo fare noi stessi, se fossimo più audaci".
Cope è stato cresciuto come un quacchero ed è stato istruito che la Bibbia era la verità letterale. Anche se non ha mai affrontato la sua famiglia sulle loro opinioni religiose, Osborn scrive che Cope era almeno consapevole del conflitto tra la sua carriera scientifica e la sua religione. Osborn scrisse: "Se Edward nutrisse dubbi intellettuali sulla letteralità della Bibbia, non li ha espressi nelle sue lettere alla sua famiglia, ma non c'è dubbio che condividesse i disordini intellettuali dell'epoca". Lanham scrive che il fervore religioso di Cope (che sembra essersi placato dopo la morte del padre) era imbarazzante anche per i suoi devoti associati quaccheri. La biografa Jane Davidson ritiene che Osborn abbia sopravvalutato i conflitti religiosi interni di Cope. Attribuisce la deferenza di Cope alle credenze di suo padre come un atto di rispetto o una misura per mantenere il sostegno finanziario di suo padre. Le reminiscenze di Frazer sul suo amico suggeriscono che Cope spesso diceva alle persone quello che volevano sentire, piuttosto che le sue vere opinioni.

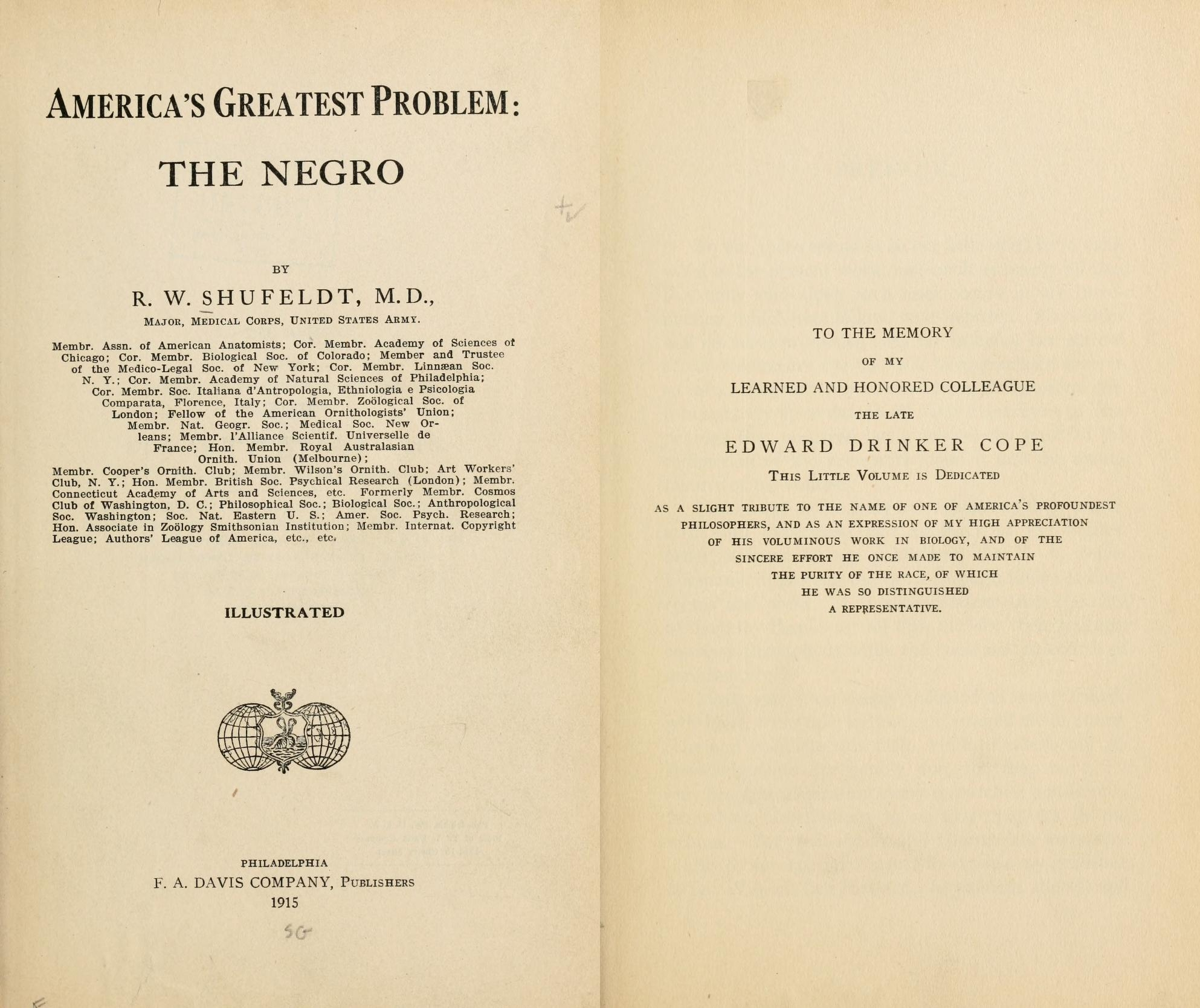
La dedica del libro di Shufeldt del 1915 a Cope che lo descrive come un campione di purezza razziale.

Il punto di vista di Cope sulle razze umane sarebbe oggi considerato razzista e le sue convinzioni furono usate dagli scienziati dell'epoca per giustificare l'imperialismo. Egli credeva che se "una razza non era bianca, allora era intrinsecamente più scimmiesca". Non si opponeva ai neri per il colore della loro pelle, ma per i loro "vizi degradanti", credendo che il "negro inferiore dovesse tornarsene in Africa". Non incolpava i neri per la loro presunta "povera virtù" ma scriveva: "Un avvoltoio mangerà sempre carogne anche se circondato da ogni tipo di cibo più pulito. È la natura dell'uccello". Cope era contro la visione moderna dei diritti delle donne, credendo nel ruolo di protettore del marito; si opponeva al suffragio femminile, perché pensava che sarebbero state eccessivamente influenzate dai mariti.
In meno di 40 anni di attività scientifica, Cope ha pubblicato più di 1.400 articoli scientifici, un primato che resiste ancora oggi. Questi includono tre volumi principali: On the Origin of Genera (1867), The Vertebrata of the Tertiary Formations of the West (1884) e Essays in Evolution. Ha scoperto un totale di 56 nuove specie di dinosauri durante la guerra delle ossa rispetto alle 80 specie di Marsh. Sebbene Cope sia oggi conosciuto come erpetologo e paleontologo, i suoi contributi si estesero all'ittiologia, nella quale ha catalogato 300 specie di pesci in tre decenni. In totale ha scoperto e descritto oltre 1.000 specie di vertebrati fossili e ha pubblicato 600 titoli distinti.
La salamandra Dicamptodon copei Nussbaum, 1970, il dinosauro Drinker nisti Bakker et al., 1990, le lucertole Alopoglossus copii Boulenger, 1885, Gambelia copeii (Yarrow, 1882), Plestiodon copei (Taylor, 1933), Sepsina copei Bocage, 1873, Sphaerodactylus copei Steindachner, 1867, i serpenti Adelophis copei Dugès, 1879, Aspidura copei Günther, 1864, Cemophora coccinea copei Jan, 1863, Coniophanes imperialis copei Hartweg & J. Oliver, 1938, Dipsas copei Günther, 1872, la rana Hyla chrysoscelis Cope, 1880, e il genere Copella G.S. Myers, 1956 sono tra i tanti taxa nominati in onore di Cope. Attualmente 21 specie ittiche nominate copei sono distribuite tra 11 famiglie. Copeia è la rivista dell'American Society of Ichthyologists and Herpetologists (ASIH) fondata nel 1913 da John Treadwell Nichols. La casa di Cope a Pine Street è riconosciuta come National Historic Landmark.
Cope ha chiamato una specie di serpente caraibico, Liophis juliae, in onore di sua figlia Julia Cope Collins (1866-1959).

## Un autore prolifico
La sua specialità furono gli studi dei vertebrati fossili americani. Dopo il 1871 esplorò gli strati cretacei del Kansas e terziari del Wyoming e del Colorado. Nell'arco della sua vita Cope descrisse più di mille nuove specie, così come moltissimi nuovi generi di vertebrati estinti. Tra questi, vi furono i più antichi mammiferi terziari scoperti in Nuovo Messico (come Deltatherium, Loxolophus, Ectoconus, Taeniolabis, Conoryctes) e 56 specie di dinosauri, come Camarasaurus, Amphicoelias e Coelophysis.
Fu incredibilmente prolifico nella pubblicazione di articoli, e nella sua vita ne produsse più di 1200. Cope fu protagonista, insieme a Othniel Charles Marsh, della cosiddetta "guerra delle ossa".
Porta il suo nome la regola che afferma che la discendenza di una popolazione tende ad aumentare di dimensioni corporee nel corso del tempo evolutivo. Questa regola ha ricevuto differenti sostegni nella letteratura scientifica. Tra i vertebrati terrestri è stato dimostrato che è applicabile ai mammiferi fossili e ai rettili Mesozoici. Nel 2012, sulla rivista American Naturalist, un'équipe di paleontologi evoluzionistici dell'Università Federico II di Napoli, in collaborazione con Mikael Fortelius, ha dimostrato che la causa principale del trend di aumento della taglia dei mammiferi è la tendenza delle specie verso una specializzazione ecologica, promossa dalla nascita di nuovi habitat dovuta alle variazioni ambientali che si sono succedute durante il Cenozoico.

### Opere selezionate
- Edward Drinker Cope, The Vertebrata of the Tertiary Formations of the West, U.S. Government Printing Office, 1884. URL consultato il 29 luglio 2019.
- Edward Drinker Cope, The Crocodilians, Lizards and Snakes of North America, U.S. Government Printing Office, 1900. URL consultato il 29 luglio 2019.
- Edward Drinker Cope, On the Origin of Genera, in Proceedings of the Academy of Natural Sciences of Philadelphia, vol. 20, n. 106, 1868,  pp. 242–300, Bibcode:1871Natur...5...21G, DOI:10.1038/005021a0.
- Edward Drinker Cope, On the skull of dicynodont Reptilia. Lystrosaurus frontosus from Cape Colony, in Proceedings of the American Philosophical Society, n. 11, 1870,  p. 419.
- Edward Drinker Cope, On some extinct reptiles and Batrachia from the Judith River and Fox Hills Beds of Montana, in Proceedings of the Academy of Natural Sciences of Philadelphia, vol. 28, 1876,  pp. 340-359.
- Edward Drinker Cope, On the Vertebrata of the Dakota Epoch of Colorado, in Proceedings of the American Philosophical Society, vol. 17, n. 100, 1878,  pp. 233-247.
- Edward Drinker Cope, Third contribution to the history of the Vertebrata of the Permian formation of Texas, in Proceedings of the American Philosophical Society, vol. 20, n. 112, 1882,  pp. 447-461. Edward Drinker Cope, On a new genus of Triassic Dinosauria, in The American Naturalist, vol. 23, n. 271, 1889,  p. 626, DOI:10.1086/274979.
- Edward Drinker Cope, The Origin of the Fittest: Essays on Evolution, D. Appleton, 1887.
- Edward Drinker Cope, Theology of Evolution, Philadelphia, Arnold, circa 1887.

| Cope è l'abbreviazione standard utilizzata per le specie animali descritte da Edward Drinker Cope. Categoria:Taxa classificati da Edward Drinker Cope |

## Riconoscimenti
- Medaglia Bigsby (1879)